# Fotballklubben Lyn Oslo
Il Fotballklubben Lyn Oslo, meglio noto come Lyn Oslo, o più semplicemente Lyn, è una società calcistica norvegese con sede nella città di Oslo. Lyn gioca (2024) nel Obos-Ligaen, il secondo livello più alto della Norvegia. 
Il club è stato fondato il 3 marzo 1896 col nome Idrætsforeningen Lyn come società polisportiva: calcio, sci e salto con gli sci sono state tra le attività principali del club fin dall'inizio. Successivamente, sono state incluse anche tennis, bandy, hockey su ghiaccio e orientamento.
Il Lyn Oslo ha vinto il campionato in due circostanze (1964 e 1968) e il Norgesmesterskapet in otto occasioni (1908, 1909, 1910, 1911, 1945, 1946, 1967 e 1968).
Il Lyn ha conteso il primato cittadino al Vålerenga nel derby che negli anni è diventato noto come Best i byen (in italiano, migliore in città).

## Storia
Il Lyn Oslo è stato fondato in data 3 marzo 1896 col nome di Idrætsforeningen Lyn. Nel 1902, assieme allo Spring e al Grane, è stato tra i membri fondatori della Norsk Fodboldunion, che successivamente sarebbe diventata Norges Fotballforbund, ossia la federazione calcistica norvegese. Nel 1908, il Lyn ha vinto il primo Norgesmesterskapet della sua storia, grazie al successo per 3-2 nella finale contro l'Odd. La squadra si è aggiudicata anche le successive tre edizioni della competizione.
Nel 1918, il calciatore Gunnar Andersen è diventato il primo vincitore dell'Egebergs Ærespris, premio norvegese riservato agli sportivi che si sono distinti in almeno due specialità: Andersen è stato premiato come saltatore con gli sci e per l'attività calcistica con il Lyn Oslo.
Nel 1926, è stato inaugurato l'Ullevaal Stadion, che sarebbe diventato l'impianto in cui il Lyn avrebbe giocato le sue partite casalinghe. La partita inaugurale ha visto contrapposte Lyn Oslo e Örgryte, formazione svedese. Benché l'iniziativa di costruire uno stadio fosse nata dall'Ullevål Idrettslag, è stato il Lyn Oslo a finanziare la maggior parte del budget necessario.
Nel 1945, il Lyn Oslo ha vinto il Norgesmesterskapet per la quinta volta nella sua storia, ai danni del Fredrikstad. Sono state necessarie tre partite per determinare un vincitore: dopo due pareggi per 1-1, la terza sfida si è conclusa con il successo del Lyn Oslo col punteggio di 4-0. Nel 1946, la finale è stata la stessa e il Lyn Oslo si è aggiudicato il trofeo per la sesta volta.
Nel 1964, il Lyn Oslo ha vinto il primo campionato della sua storia: la squadra ha chiuso la stagione con 10 vittorie, 6 pareggi e 2 sconfitte, aggiudicandosi il titolo. Nel 1967 è arrivato il settimo successo nel Norgesmesterskapet, ai danni del Rosenborg. Nel 1968, il Lyn Oslo ha centrato il double con l'accoppiata coppa-campionato: è stata la prima volta nella storia del calcio norvegese che una squadra riusciva ad ottenere questo risultato.
Nella Coppa delle Coppe 1968-1969, il Lyn Oslo ha raggiunto i quarti di finale della competizione, in cui è stato eliminato dal Barcellona. Nel campionato 1969 si è classificato all'ultimo posto, retrocedendo. Nel 1970 è ritornato nella massima divisione norvegese.
Negli anni successivi, il Lyn Oslo non si è aggiudicato alcun trofeo con la prima squadra. Nel campionato 2009, ha chiuso la stagione all'ultimo posto in classifica ed è retrocesso nella 1. divisjon. Nel 2010, il Lyn Oslo ha lasciato l'Ullevaal Stadion per passare al Bislett Stadion. Già da tempo, la società versava in crisi economica e per questo, il 30 giugno 2010, ha dichiarato bancarotta. La squadra è stata esclusa dal campionato 2010 e tutte le partite precedentemente disputate sono state annullate.
Da questo punto, il Lyn Oslo ha preso il posto della sua squadra riserve nella 6. divisjon e ha giocato le partite casalinghe al Frogner Stadion. Successivamente, la squadra ha ricevuto la licenza formale per prendere il posto della squadra riserve e ha adottato il nome Lyn Fotball.
Dopo la retrocessione nel 2010, il club si è lentamente ma inesorabilmente rimesso in piedi e nel 2023 è stato promosso nella Obos-Ligaen, la seconda divisione norvegese. Ciò significava che il Lyn, dopo 13 anni, avrebbe affrontato nuovamente il Vålerenga in campionato. Questo ha creato grande entusiasmo a Oslo, e la partita tra Lyn e Vålerenga ha richiamato ben 24.600 spettatori, più della partita più vista in Eliteserien l'anno precedente.
L'allenatore del Lyn è Jan Halvor Halvorsen. Diventato capo allenatore nel 2021, ha condotto il Lyn a due promozioni consecutive. Il Bastionen (il club di tifosi del Lyn) gli attribuisce gran parte del merito per il ritorno del club nella seconda divisione del calcio Norvegese.   

## Colori e simboli
Nel 1896, è stato introdotto il primo stemma della storia del Lyn Oslo: si trattava di un distintivo color argento con un nastro azzurro. Era stato introdotto da Finn Hagemann, all'epoca presidente del club. Nel 1900, lo stemma è stato cambiato, forse perché quello precedente era ritenuto troppo formale. Il nuovo logo, elaborato da Leif Eriksen, prevedeva la scritta Lyn in giallo su uno sfondo bianco. Con i festeggiamenti del centenario dalla fondazione del Lyn Oslo, celebrato del 1996, è stato introdotto un nuovo stemma: un distintivo blu e giallo con la scritta Lyn per trasversale, attorniato da una ghirlanda. Nel 2001 è stato adottato l'ultimo logo, in cui è comparso il colore rosso presente sulle maglie: molto simile al precedente del 1996, è scomparsa la ghirlanda e nel distintivo la scritta Lyn è passata dal giallo al rosso.

## Strutture
Il Lyn Oslo ha giocato all'Ullevaal Stadion dalla sua inaugurazione nel 1926. Dopo il campionato 2009, la squadra ha traslocato al Bislett Stadion. Alla base di questa decisione c'è stato il risparmio economico che lo spostamento avrebbe derivato. Dopo la bancarotta, il Lyn Oslo ha cambiato nuovamente impianto e si è trasferito al Frogner Stadion.

## Allenatori
Henning Berg detiene il record di maggior numero di panchine al Lyn Oslo. Berg ha guidato infatti la squadra in 122 incontri (55 vittorie, 25 pareggi e 42 sconfitte). Berg ha superato il precedente record di panchine detenuto da Egil Olsen, che si era fermato a 99. L'islandese Teitur Þórðarson è stato il primo allenatore non norvegese a guidare il Lyn Oslo, venendo ingaggiato nel 1991.
- 1963-1964  John Sveinsson
- 1965  Thor Hernes
- 1966  John Sveinsson
- 1967-1969  Knut Osnes
- 1970-1971  Per Mosgaard
- 1972-1974  Andreas Morisbak
- 1975-1976  Erik Eriksen
- 1977-1978  Jan Berg
- 1979-1980  Anders Fægri
- 1981-1982  Øyvind Ramnefjell
- 1983  Anders Fægri
- 1984  Geirr Anfinnsen e  Jan Rodvang
- 1984  Jan Rodvang
- 1985-1988  Egil Olsen
- 1989  Georg Hammer
- 1989  Dag Austmo,  Jo Lunder e  Stein Gran
- 1990  Erling Hokstad
- 1991-1992  Teitur Þórðarson
- 1993  Bjarne Rønning
- 1993  Ole Dyrstad
- 1994-1995  Olle Nordin
- 1995-1998  Hallstein Saunes
- 1998-2001  Vidar Davidsen
- 2001  Stuart Baxter
- 2002  Sture Fladmark
- 2002  Hrvoje Braović
- 2003  Teitur Þórðarson
- 2003  Tommy Berntsen
- 2004  Hans Knutsen e  Espen Olafsen
- 2005  Hans Knutsen
- 2005-2008  Henning Berg
- 2008-2009  Kent Bergersen
- 2009-2010  Gunnar Halle

## Palmarès

### Competizioni nazionali
- Campionato norvegese: 2

1964, 1968
- Coppa di Norvegia: 8

1908, 1909, 1910, 1911, 1945, 1946, 1967, 1968
- 1. divisjon: 1

2000
- 3. divisjon: 1

2016 (gruppo 2)

### Competizioni giovanili
- Norgesmesterskapet G19: 3

1990, 1994, 2001

### Competizioni regionali
- Campionato di Oslo: 8

1915, 1917, 1922, 1926, 1930, 1935, 1936, 1937

### Altri piazzamenti
- Campionato norvegese:

Secondo posto: 1937-1938, 1963, 1965, 1971
Terzo posto: 1966, 1967, 2002, 2005
- Coppa di Norvegia:

Finalista: 1923, 1928, 1966, 1970, 1994, 2004
Semifinalista: 1903, 1917, 1918, 1919, 1920, 1933, 1937, 1950, 1965
- 3. divisjon:

Secondo posto: 2017 (gruppo 2)

## Statistiche e record

### Statistiche individuali
| Record di presenze - 285 Ola Dybwad-Olsen (1964-1978) - 247 Jan Rodvang (1963-1974) - 232 Helge Østvold (1967-1978) - 210 Andreas Morisbak (1960-1971) - 209 Jo Tessem (1994-1997, 2004, 2005-2007) - 196 Stein Gran (1975-1981, 1985-1988) - 186 Jan Berg (1960-1971) - 182 Tomasz Sokolowski (2003-2008) - 180 Tommy Berntsen (2002-2009) - 166 Per Egil Swift (1998-2003) | Record di reti - 175 Ola Dybwad-Olsen (1964-1978) - 121 Ole Stavrum (1961-1967) - 89 Harald Berg (1965-1970) - 71 Tommy Nilsen (1995-2003) - 62 Jo Tessem (1994-1997, 2004, 2005-2007) - 53 Jan Berg (1960-1971) - 46 Rune Solvåg (1977-1980) - 44 Trygve Christophersen (1967-1972) - 43 Simen Agdestein (1984-1992) - 38 Finn Seemann (1961-1965, 1975) |